# Pupisoma
Pupisoma is een geslacht van weekdieren uit de klasse van de Gastropoda (slakken).

## Soort
- Pupisoma orcula (Benson, 1850)